# Средне-Рогатская волость
Средне-Рогатская волость — одна из 17 волостей Петроградского (до 1914 года Санкт-Петербургского) уезда одноимённой губернии, расположенная к югу от уездного города.
Территория волости — сравнительно небольшой по площади, треугольной формы вырез из Московской волости по границе Петроградского уезда с Царскосельским. Западную сторону этого треугольника образовывала линия Балтийской железной дороги, восточную — Краснокабацкое шоссе, а основанием (южной границей) служила граница с Царскосельским уездом
Административный центр волости располагался в Среднерогатской колонии, она же село Среднерогатское.

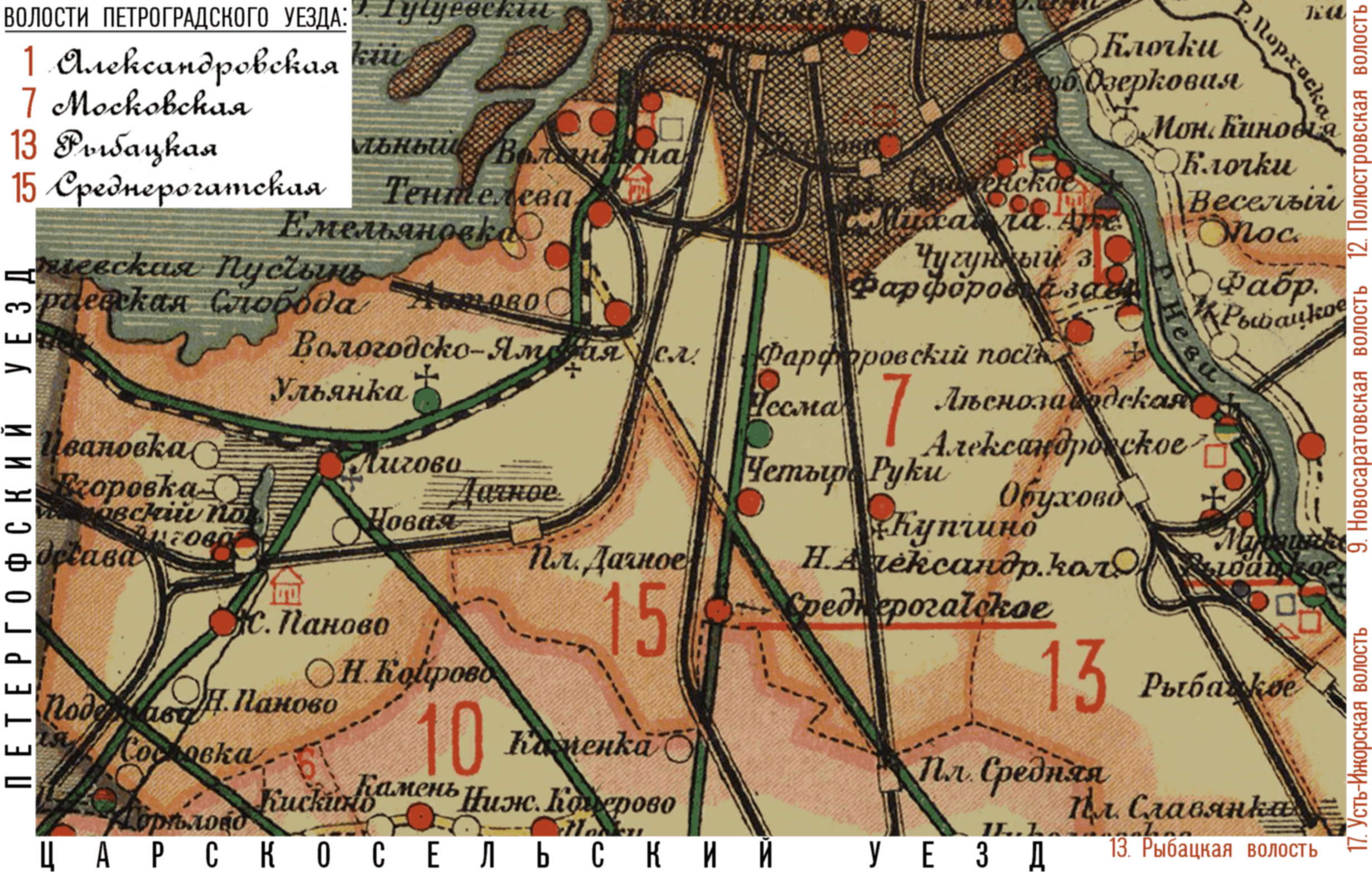
Среднерогатская волость (№15) на карте Петроградского уезда (1916)

По данным на 1890 год крестьянские наделы в волости составляли 865 десятин. В единственном селении волости насчитывался 52 двора, в которых проживало 1115 душ обоего пола, в том числе 537 мужчин и 578 женщин.
В современности территория известна как исторический район Средняя Рогатка.